# コンプソグナトゥス
コンプソグナトゥス (Compsognathus) は、中生代ジュラ紀後期、ヨーロッパに生息した肉食恐竜である。竜盤目 - 獣脚亜目 に属する。属名は Comps（かわいい、上品な）＋ gnathus（顎）の意味である。化石はドイツとフランスで発見された。

## 形態的な特徴と生態
現在まで見つかっている骨格は、小型個体と、やや大型の個体の2つの標本が存在する。体長70 - 140センチメートル。フランスの個体は125センチメートルあったとされる。これらはいずれもきわめて幼い個体の標本であった。
長年にわたり小型肉食恐竜のなかで保存状態のよい化石が知られた唯一の種であった。そして始祖鳥と比較され、恐竜と鳥類を結ぶ重要な祖先とされてきた。今日ではミクロラプトルなど、より鳥類に近い恐竜が発見されている。前肢は指が2本で特徴的である。この特徴に基づいて同じく指が2本のティラノサウルス科と関連が考えられたこともあったが今日では収斂であることがわかっている。また、本当は2本ではなく化石の保存状態が不十分なせいであるという指摘もある。かつてフランスの個体は前肢の状態が良くわからず、また化石の発見状況から海辺に生息していたと推測されるために、前肢が鰭であったと考えられたこともあった。骨格は極めて軽量な作りであり、また大腿骨より脛骨がかなり長く、走行に適した形態であった。これにより秒速17.8メートルのスピードで走れた可能性がある。
成体とされる大型の骨格の腹部、胃の付近からトカゲ（Schoenesmahl）の骨格が発見されており、こうした小型の爬虫類などを捕食していたと考えられている。かつて始祖鳥を襲う姿で描かれることがしばしばあったが今日では始祖鳥の飛行能力の見直しなどから不可能とされる。
他に一緒に見つかった恐竜はいないので、コンプソグナトゥスがすんでいた場所では一番のハンターだった。プテロダクティルス、ランフォリンクスなどの翼竜も同じ場所にすんでいた。

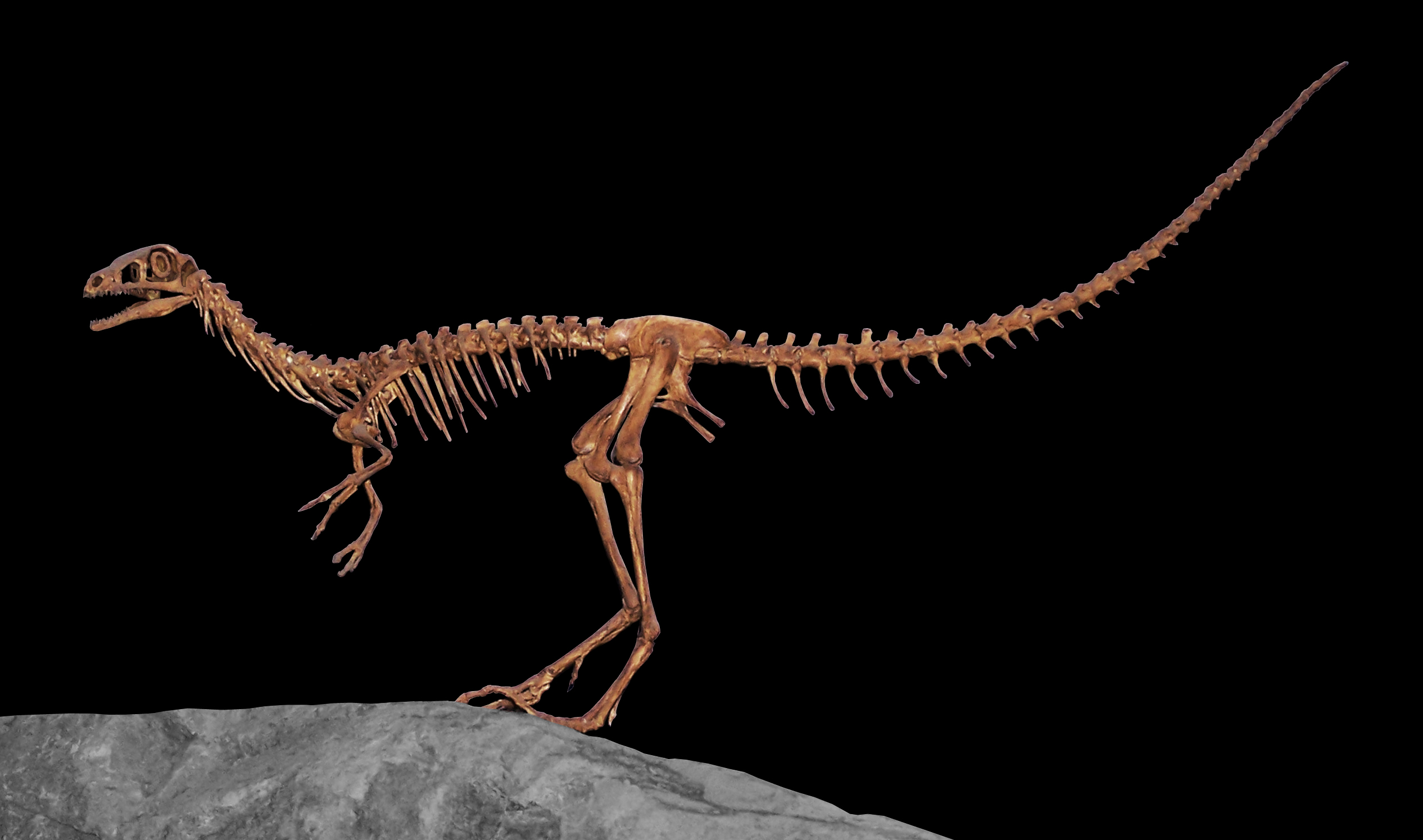
全身骨格
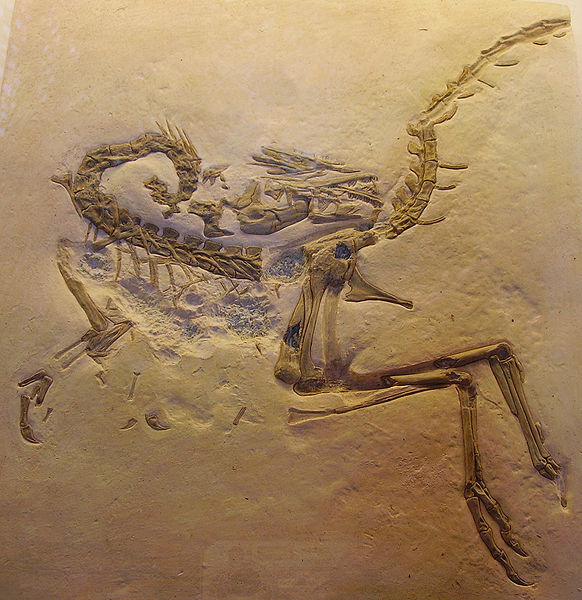
ドイツ、バイエルンで発掘された標本
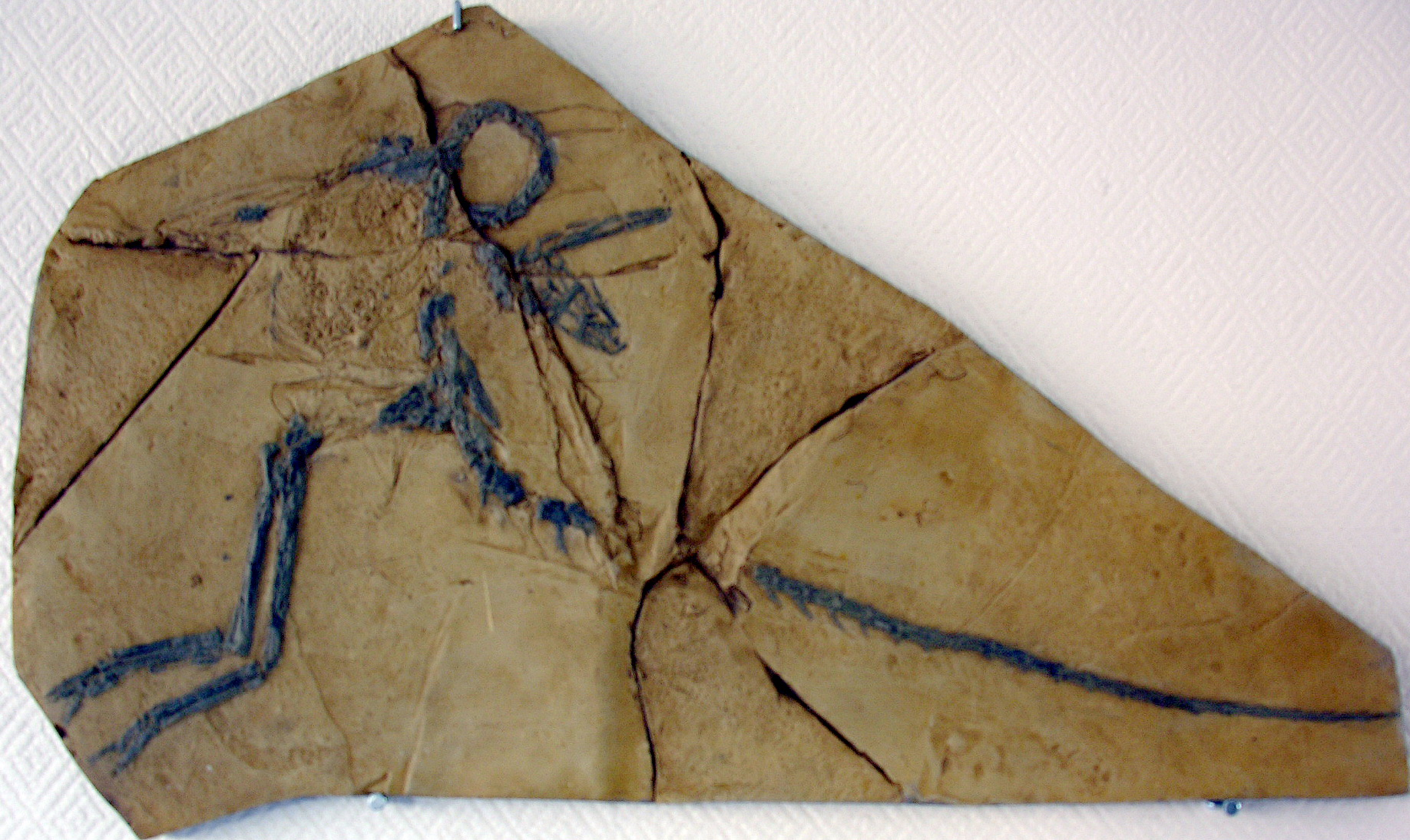
フランスで発掘された標本
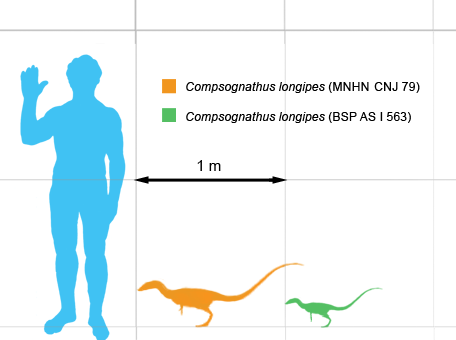
ヒトとの大きさ比較

## 系統
コンプソグナトゥスは慣習的にコエルロサウルス類であるとされ、他の属と共にコンプソグナトゥス科を形成すると考えられてきた。しかし、これは幼い標本に基づいた誤った分類で、実際は何らかの大型テタヌラの幼体であった可能性が高いとされる。
2023年の研究では、コンプソグナトゥスはティラノサウルス上科に近い位置に配置された。
2024年、アンドレア・カウによる“コンプソグナトゥス科”の再評価では、メガロサウルス上科である可能性が示唆された。

## 『ジュラシック・パーク』におけるコンプソグナトゥス
マイケル・クライトンの小説『ジュラシック・パーク』および『ロスト・ワールド -ジュラシック・パーク2-』においては「コンピー」と呼ばれ、アパトサウルスなど草食恐竜の出した糞を食べる、いわゆる掃除屋として描かれた。小説版ではこの恐竜はプロコンプソグナトゥスであったが、その後、実はプロコンプソグナトゥスがキメラであって実在しない恐竜であることが分かった。そこで映画版2作目（1作目には登場しない）の『ロスト・ワールド/ジュラシック・パーク』では良く似ているとされるコンプソグナトゥスになったが、設定として現実には存在しないコンプソグナトゥス・トリアシクス Compsognathus triassicusという三畳紀の種ということになっていた。もともとがプロコンプソグナトゥスであるための相違点を配慮しての設定である。劇中ではピラニアのように集団で自分よりも巨大な獲物（映画の場合は人間）に襲いかかる獰猛な肉食恐竜として描かれていた。